# Альтікон
Альтікон (нім. Altikon) — громада  в Швейцарії в кантоні Цюрих, округ Вінтертур.

## Географія
Громада розташована на відстані близько 125 км на північний схід від Берна, 29 км на північний схід від Цюриха.
Альтікон має площу 7,7 км², з яких на 6,2% дозволяється будівництво (житлове та будівництво доріг), 68,1% використовуються в сільськогосподарських цілях, 20,1% зайнято лісами, 5,6% не є продуктивними (річки, льодовики або гори).

## Демографія
2019 року в громаді мешкало 698 осіб (+15,6% порівняно з 2010 роком), іноземців було 8,6%. Густота населення становила 91 осіб/км².
За віковим діапазоном населення розподілялося таким чином: 21,9% — особи молодші 20 років, 58,5% — особи у віці 20—64 років, 19,6% — особи у віці 65 років та старші. Було 302 помешкань (у середньому 2,3 особи в помешканні).
Із загальної кількості 144 працюючих 66 було зайнятих в первинному секторі, 11 — в обробній промисловості, 67 — в галузі послуг.